# 中寮鄉
23°54′14″N 120°46′55″E / 23.903931°N 120.781921°E
中寮鄉位於臺灣南投縣西北部，集集大山山脈之上。鄉內可依中部丘陵與溪流流域分為北中寮與南中寮兩部分，兩地之間往來較為不便。全境地勢崎嶇，山地廣布，平原面積較為狹小，且多為旱田耕地，從事農業活動的人口約有85%左右。主要農作物有香蕉、樹薯、柑橘、竹筍、鳳梨、檳榔等，其中以香蕉為最主要農產與經濟來源。

## 歷史沿革
清嘉慶時期漢人開始遷居中寮鄉，當時隸屬於彰化縣永平坑，並設總理，以治理一般行政。日治時期屬於南投廳，並區分為八杞仙、鄉親寮、龍眼林3區，後將3區合併為中寮，中寮庄役場原設於中寮，遷至八杞仙，最後設在鄉親寮，隸屬台中州南投郡管轄，戰後改為中寮鄉。

## 地理

### 地形
中寮鄉位於南投縣西北部，北毗草屯鎮，西臨南投市，西南鄰名間鄉，東鄰國姓鄉，南接集集、水兩鄉鎮。東西長約13.7km，南北寬11.5km，全區總面積約為146km2。中寮鄉海拔約在200m至1264m之間，地勢由東向西漸次降低，大部份為緩坡之丘陵地帶，其中山坡地約143km2，佔97.8%，平地約3km2，僅佔2.2%而已。

### 氣候
中寮鄉境內大部分地區屬於亞熱帶濕潤性氣候，除12、1、2、3月外，平均溫度多在20℃以上；5至8月為降雨期，10月至翌年3月則為旱季，年平均降雨量約為2200mm。

### 人口
根據南投縣政府民政處統計，2024年底中寮鄉戶數約5.5千戶，人口約1.3萬人，是南投縣人口最少的鄉。鄉內人口最多與最少的村分別是永平村與復興村，2024年底兩村人口分別為1,825人與265人；人口密度最高與最低的村分別是永平村與福盛村，2024年底兩村人口密度分別為每平方公里1,061人與30人。境內主要族群為閩南人，客家人次之，原住民族則佔極少數，其中閩南人約佔全鄉總人口七成以上，客家人則約佔四分之一，屬於南投縣客家族群較多的鄉鎮。

## 政治

### 歷任首長
| 任次 | 姓名   | 備註         |
| ---- | ------ | ------------ |
| 1    | 謝燈炎 |              |
| 2    | 謝燈炎 | 撤職         |
| 補選 | 王春   |              |
| 3    | 王春   |              |
| 4    | 廖炎山 |              |
| 5    | 廖炎山 |              |
| 6    | 游三華 |              |
| 7    | 游三華 |              |
| 8    | 吳朝豐 |              |
| 9    | 游三華 |              |
| 10   | 吳朝豐 |              |
| 11   | 廖文章 |              |
| 12   | 陳耀崇 |              |
| 13   | 吳朝豐 | 停職         |
| 代理 | 鄭肇家 |              |
| 13   | 吳朝豐 | 復職後過世   |
| 代理 | 廖清泉 |              |
| 代理 | 魏錫堯 |              |
| 14   | 廖清泉 | 停職         |
| 代理 | 魏錫堯 |              |
| 14   | 廖清泉 | 復職後又停職 |
| 代理 | 石尊仁 |              |
| 15   | 陳月英 |              |
| 16   | 張永輝 |              |
| 17   | 張永輝 |              |
| 18   | 廖宜賢 |              |
| 19   | 廖宜賢 | 現任         |

### 鄉政組織

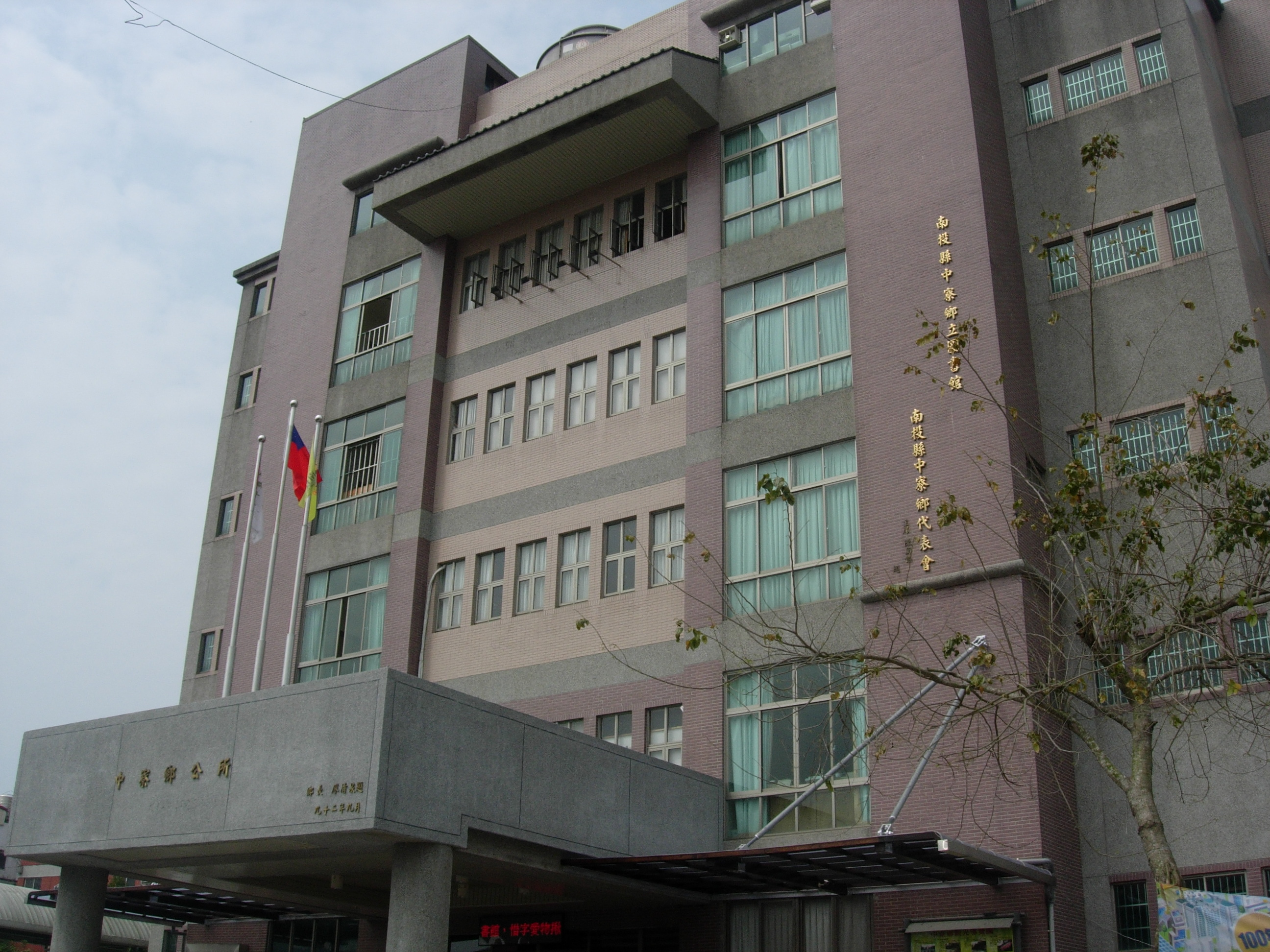
中寮鄉公所與中寮鄉民代表會大樓

中寮鄉公所是中寮鄉最高層級的地方行政機關，在中華民國政府架構中為鄉自治的行政機關，同時負責執行縣政府及中央機關委辦事項，中寮鄉的自治監督機關為南投縣政府。鄉長由全體鄉民直接選舉產生，任期為四年，可連選連任一次。中寮鄉公所並置鄉政會議，為鄉政最高決策機構，在鄉長之下，設有5課3室等8個內部單位及2個附屬機關。
中寮鄉民代表會是中寮鄉的最高民意機關，代表中寮鄉全體鄉民立法和監察鄉政。鄉民代表由公民直選選出，任期為四年，可連選連任。中寮鄉民代表會共有11位鄉民代表，分別為第一選區3席鄉民代表、第二選區4席鄉民代表、第三選區2席鄉民代表、第四選區2席鄉民代表，主席、副主席由11位鄉民代表互選產生。

### 行政區

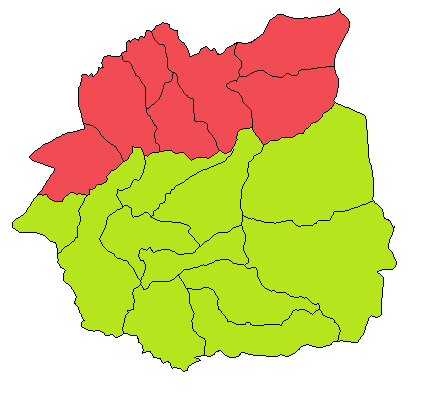
南中寮（綠色）、北中寮（紅色）位置圖

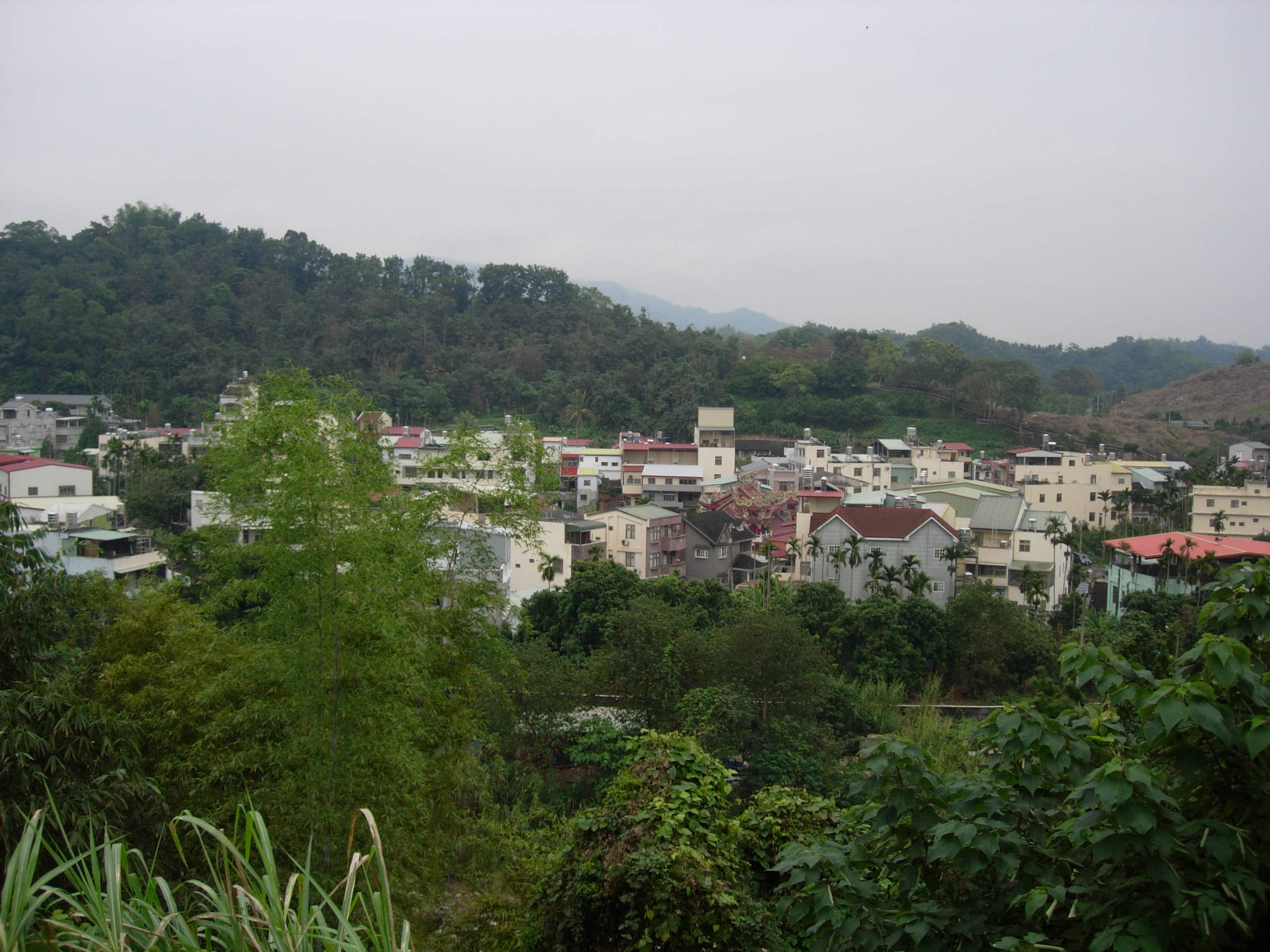
中寮武龍宮鳥瞰爽文聚落

| 次分區 | 里名   | 里名   | 里名   | 里名   | 里名   | 里名   | 里名   | 里名   | 里名   | 里名   | 里名   |
| ------ | ------ | ------ | ------ | ------ | ------ | ------ | ------ | ------ | ------ | ------ | ------ |
| 南中寮 | 廣興村 | 崁頂村 | 八仙村 | 福盛村 | 和興村 | 復興村 | 永平村 | 中寮村 | 廣福村 | 義和村 | 永福村 |
| 北中寮 | 清水村 | 內城村 | 龍安村 | 爽文村 | 龍岩村 | 永芳村 | 永和村 |        |        |        |        |

## 商業發展

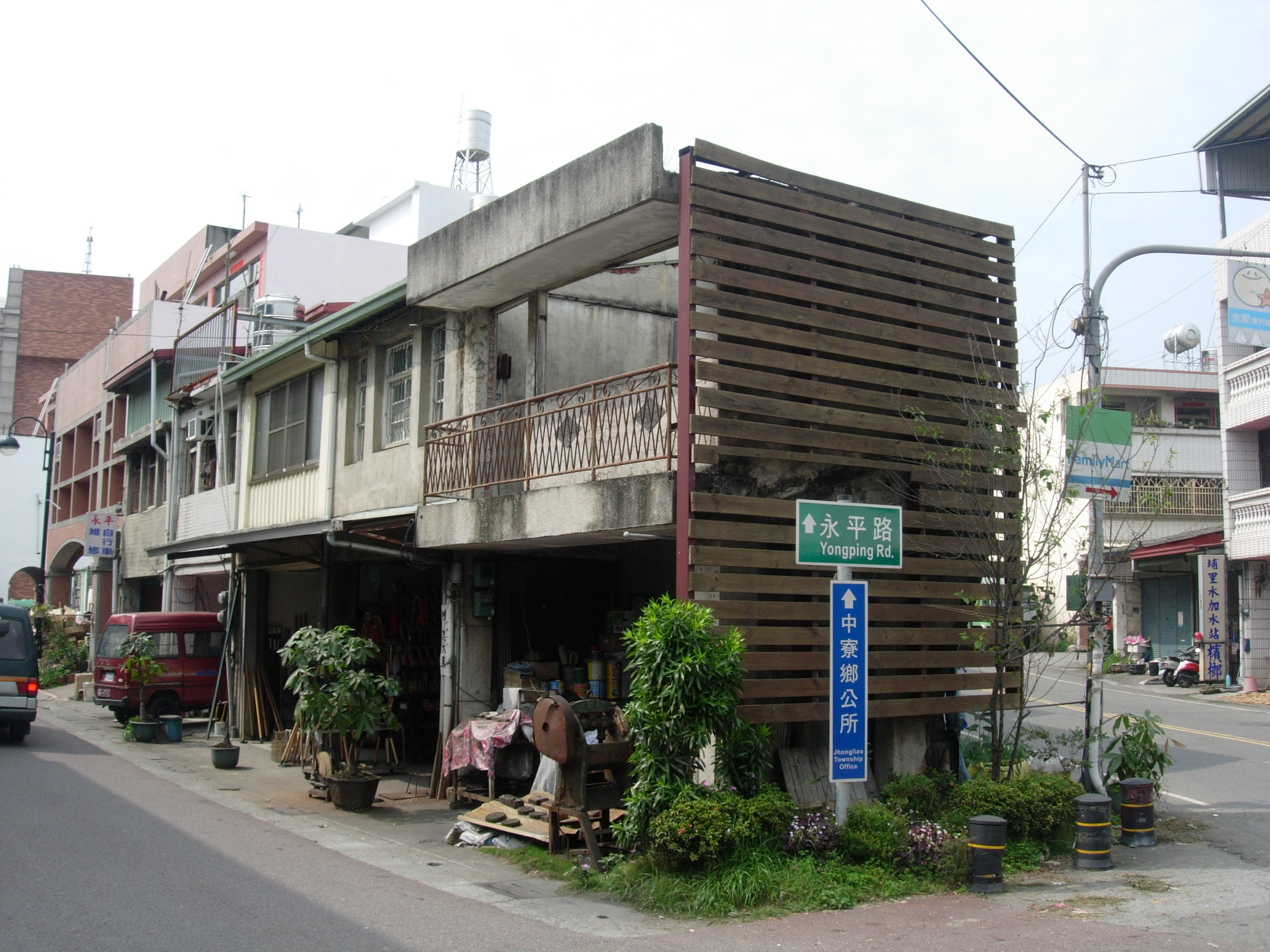
中寮鄉永平老街

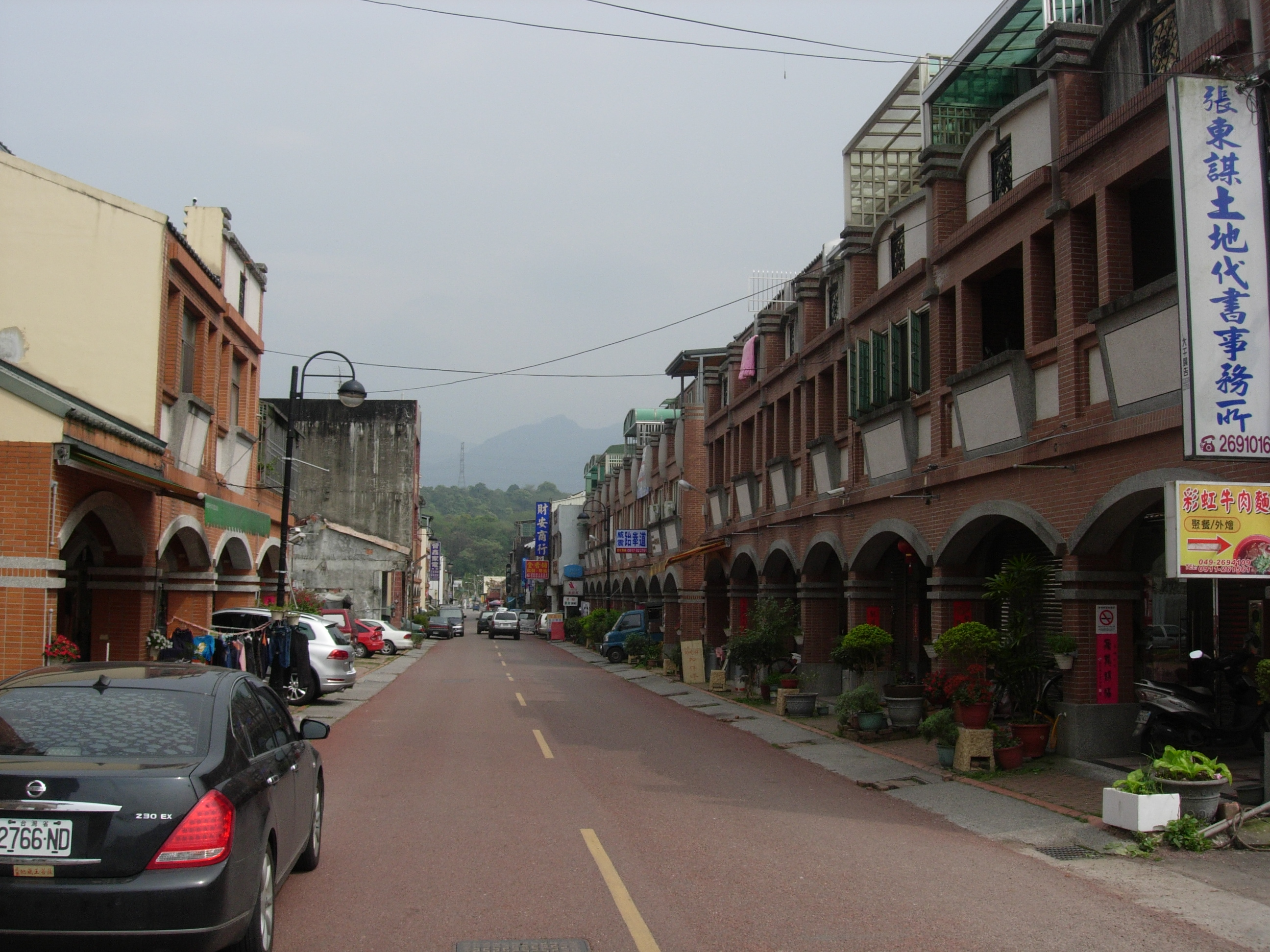
永平老街

- 紅菜坪：由鹿港往返埔里的挑夫行經紅菜坪時必會休息一晚，紅菜坪客棧林立，十分熱鬧，夜晚山頂燈火通明，彷如白晝，「不夜城」之名不逕而走，後因抗日及交通改道逐漸沒落。[10]
- 永平路：1915年舖設南投至集集的輕便道，用以載送香蕉、甘蔗。香蕉市前街道熱鬧繁華，有撞球間、茶室、戲院等[11]。永平老街的形成也是這個時候。關於香蕉，在當時中寮有香蕉檢查所，負責處理台中香蕉，當時近半的香蕉出自此處，並運往日本本土與其他區域[12]。
- 爽文路：1927年北中寮七村大量生產香蕉，通往南投的輕便軌道舖設，交通的便利使爽文路更加發達。民國四○年代，爽文國小旁空地曾有北中寮第一家戲院（現已改建民房）[13]，爽文路的位置居中，至今仍是北中寮之中心。

## 教育

### 國民中學
- 南投縣立中寮國民中學
- 南投縣立爽文國民中學

### 國民小學
- 南投縣中寮鄉中寮國民小學
- 南投縣中寮鄉永和國民小學
- 南投縣中寮鄉永康國民小學
- 南投縣中寮鄉爽文國民小學
- 南投縣中寮鄉清水國民小學
- 南投縣中寮鄉永樂國民小學
- 南投縣中寮鄉至誠國民小學
- 南投縣中寮鄉和興國民小學（2015整併）
- 南投縣中寮鄉廣英國民小學（2015整併）
- 南投縣中寮鄉廣福國民小學

## 交通

### 公路
- 國道三號（福爾摩沙高速公路）
  - 南投交流道（228）
  - 南投服務區（231）有設計服務區便道來上下國道。
- 縣道139號：南投市－中寮鄉－集集鎮

西接南投市振興里(34.0K)，自中寮鄉甲頭埔起經義和村、永福村、中寮村、永平村、八仙村、崁頂村最後接集集鎮和平里(45.9K)，這條路是南中寮最重要的連外道路，也是中寮鄉內唯一一條縣道公路
- 投17線：龍草路－大城巷－內城巷－鄉林巷

北接草屯鎮坪頂，自加走寮起經龍岩村、爽文村、廣福村鹿寮坑、中寮村、永平村，於中寮國小止，是中寮鄉境內重要的南北向道路，連接鄉內南北兩大區塊
- 投17-1線：鄉林巷

自爽文村雙坑口起，經廣福村山欉坑至廣福村外城止
- 投22線：龍南路

西接南投市東山里，自中寮鄉楓子嶺起，經永和村、永芳村、龍岩村、爽文村、龍安村、內城村，至清水村濯林巷龍鳳瀑布前，該條道路是北中寮的動脈，對居民而言的重要性有如縣道139號一般
- 投22-1線：東山路

西接南投市拔子頭，至永和國小與投22線相接
- 投25-1線：千秋路

西接南投市千秋里，東接縣道139號永平路
- 投26線：永樂路

西起八仙村八仙二號橋，經福盛村至和興村炭寮，是和興村主要幹道
- 投26-1線：福山路

西起福盛村永樂橋前，至粗坑止，是前往粗坑大峭壁重要道路
- 投27線：頂城巷－廣集路

起自崁頂村崁仔頂與縣道139號交口，經廣興村後南接集集鎮廣明里，是廣興村主要幹道

參見
- 南投服務區

南投服務區旁邊道路可銜接縣道139號，俗稱中寮便道，可通行小型車，也是全台灣高速公路收費站拆除後唯一開放的便道。

### 客運
中寮鄉內僅有彰化客運公司行駛鄉內至南投市間的客運路線，路線分別如下
| 路線編號 | 固有編號 | 營運區間            | 經營業者 |
| -------- | -------- | ------------------- | -------- |
| 6920     | 797      | 南投─內城(北中寮)   | 彰化客運 |
| 6929     |          | 南投─鄉親寮(南中寮) | 彰化客運 |

### 中寮鄉基本民行巡迴公車
因應彰化客運業者宣布，自從2019年2月15日停駛 6930鄉親寮-大坑、6931鄉親寮-粗坑、6932鄉親寮-頂城子，共三條路線。為解決村落間的交通問題，中寮鄉公所安排免費民行公車，行駛路線、時刻表可見鄉公所網站

## 旅遊
- 中寮崁頂村休閒園區
- 龍鳳瀑布
- 仙峰日月洞
- 仙洞坪棋盤石
- 肖楠巨林群
- 粗坑大峭壁
- 福盛水圳
- 石龍宮（泡麵土地公）
- 金龍山法華寺
- 白鶴嶺天恩宮

## 外部連結
- 中寮鄉公所 （页面存档备份，存于）